# Калонери
Калонери или Врондища (произнасяно в най-близкия български говор Врондишча, на гръцки: Καλονέρι, катаревуса: Καλονέριον, Калонерион, до 1927 Βρόγγιστα, Вронгища) е село в Република Гърция, част от дем Горуша (Войо), на област Западна Македония.

## География
Калонери е разположено на 630 m надморска височина, на главния път от град Костур (Кастория) към Кожани и, близо до левия бряг на река Бистрица (Алиакмонас) в западното подножие на планината Синяк (Синяцико).

## История

### В Османската империя
В центъра на селото се намира църквата „Света Параскева“, построена в 1776 година. До построяването на църквата „Свети Пантелеймон“ в 1950 година празникът на селото е на Света Параскева.
В XIX век Врондища е смесено валахадско-гръцко село в Сятищка нахия на Анаселишка каза. Според статистиката на Васил Кънчов („Македония. Етнография и статистика“) в 1900 във Вронджища (Вранища) има 150 жители гърци християни и 250 гърци мохамедани.
На Етнографската карта на Битолския вилает на Картографския институт в София от 1901 година Вранища е чисто гръцко село в казата Населица на Серфидженския санджак със 115 къщи.
По данни на секретаря на Българската екзархия Димитър Мишев („La Macédoine et sa Population Chrétienne“) в 1905 година във Вранища (Vranichta) има 575 гърци.
Според статистика на Серфидженския санджак на гръцкото консулство в Еласона от 1904 година във Вронгиста (Βρογκίστα), Населишка каза, живеят 515 валахади и 80 гърци християни.

### В Гърция
През Балканската война в 1912 година в селото влизат гръцки части и след Междусъюзническата в 1913 година Врондища остава в Гърция. В 1927 година е прекръстено на Калонери. В средата на 20-те години мюсюлманската част от населението на селото е изселена в Турция по силата на Лозанския договор и на нейно място са заселени гърци бежанци от Турция. В 1928 година то е представено като смесено село, състоящо се от коренни местни жители и от новодошли бежанци. Бежанците са 129 семейства или 504 души.
Населението традиционно произвежда жито, картофи, тютюн и други земеделски продукти, като се занимава и със скотовъдство.
На един километър от Калонери са разположени старата и новата църквичка „Света Неделя“, построена в 1969 година.
В 1998 година при митрополит Антоний Сисанийски и Сятищки и при свещеник Георгиос Калайдзис е изградена църквата „Свети Атанасий“. Църквата е изградена на основите на по-стар храм, който е възстановяван три пъти, и който е разрушен окончателно от Гревенското земетресение в 1995 година.
| Име    | Име     | Ново име | Ново име | Описание                                              |
| ------ | ------- | -------- | -------- | ----------------------------------------------------- |
| Драхес | Ντράχες | Рахес    | Ράχες    | местност на ЮИ от Калонери, по левия бряг на Бистрица |
| Джерма | Τζερμα  | Кити     | Κοίτη    |                                                       |

| Година    | 1913 | 1920 | 1928 | 1940 | 1951 | 1961 | 1971 | 1981 | 1991 | 2001 | 2011 | 2021 |
| --------- | ---- | ---- | ---- | ---- | ---- | ---- | ---- | ---- | ---- | ---- | ---- | ---- |
| Население | 335  | 692  | 621  | 788  | 702  | 661  | 588  | 588  | 617  | 579  | 483  | 403  |